# Нижні Ачаки
Ни́жні Ача́ки (рос. Нижние Ачаки, чув. Анат Ачак) — присілок у Чувашії Російської Федерації, у складі Великошемердянського сільського поселення Ядринського району.
Населення — 153 особи (2010; 234 в 2002, 249 в 1979, 351 в 1939, 378 в 1926, 381 в 1906, 364 в 1897, 219 в 1858).

## Історія
Засновано 18 століття як виселок села Нікольське (Хочашево). До 1866 року селяни мали статус державних, займались землеробством, тваринництвом, виробництвом одягу, коліс. На початку 20 століття діяло 3 вітряків. 1930 року утворено колгосп «Новий побут». До 1927 року присілок входив до складу Шемердянської, Хочашевської та Балдаєвської волостей Ядринського повіту, з переходом на райони 1927 року — спочатку у складі Ядринського, у період 1939–1956 років — у складі Совєтського, після чого повернуто назад до складу Ядринського району.

## Господарство
У присілку працюють клуб, спортивний майданчик та магазин.